# Drei Mädchen spinnen
Drei Mädchen spinnen ist ein deutscher Liebesfilm von Carl Froelich aus dem Jahr 1950. Er lief auch unter den Titeln Komplott auf Erlenhof und Mutti muß heiraten.

## Handlung
Der Erlenhof im Jahr 1950: Mutter Magda bewirtschaftet den Hof seit der Scheidung ihres Mannes Eduard vor 15 Jahren mit ihren drei Töchtern Elfriede, Beate und Maxi allein. Der Hof ist heruntergewirtschaftet und auch der ehemalige Hauslehrer und jetzige Dorfpfarrer Krempel glaubt, dass der Verkauf des Guts die beste Entscheidung ist – wenn sich denn überhaupt ein Käufer findet. Magda will zunächst nichts von einem Verkauf hören und will auch ihre Familie zusammenhalten. Als ihre älteste Tochter Elfriede ihre Zulassung zu einer Kunsthochschule erhält und auch die zweitälteste Tochter Beate studieren will, lehnt sie beides ab. Nur die 15-jährige Maxi ist auf dem Hof zufrieden, weil sie und Krempel ein Paar sind.
Eines Tages erhält Magda ein Telegramm von Eduard aus Argentinien. Er kündigt an, den Hof übernehmen zu wollen. Zudem hat er Anspruch auf eines der drei Mädchen, das zukünftig bei ihm wohnen soll. Magda verschweigt ihren Kindern den Inhalt des Telegramms. Wenig später erscheint Oskar Bollmann auf ihrem Hof und macht ihr ein Kaufangebot. Magda weiß nicht, dass Oskar von Eduard geschickt wurde. Dennoch lehnt sie das Kaufangebot ab. Sie vertraut darauf, dass ein Kredit des Bankhauses Hasenherz ihr aus der desolaten finanziellen Lage helfen wird. Der Kredit wird jedoch abgelehnt und so muss sie das Gut an Oskar verkaufen. Sie kommt mit ihren Kindern im Atelier des Malerprofessors Toni Maria Hartwig unter, der nicht nur ihr Jugendfreund ist, sondern auch Elfriede auf seine Kunsthochschule aufnehmen wollte.
Alle drei Mädchen haben sich unterdessen geschworen, Magda mit einem Mann zu verkuppeln. Vorher will sich keine von ihnen verlieben. Bald jedoch brechen alle drei ihr Wort. Maxi liebt Krempel trotz der Entfernung zwischen ihnen, Beate verliebt sich in Oskar und Elfriede verliert ihr Herz an Toni. Auf einem großen Künstlerfest erscheint Eduard, der inzwischen das auf Oskars Namen laufende Gut übernommen hat. Er will nicht, dass seine Identität bekannt wird. Magda sieht ihn auf dem Fest, ist sich aber nicht sicher, dass es ihr Mann ist. Maxi geht am nächsten Tag auf den Erlenhof zurück. Sie will wieder nahe bei Krempel sein und bewirbt sich bei ihrem ihr unbekannten Vater als Arbeiterin auf dem Gut. Eduard erkennt sie und stellt sie an, verschweigt ihr jedoch seinen Namen. Magda ist irritiert, dass Oskar nicht mehr der Inhaber des Gutes ist und wird misstrauisch, weil der neue Inhaber seinen Namen nicht bekannt geben will. Als Oskar bei Magda um Beates Hand bittet, wirft sie ihn erbost hinaus. Toni hingegen erhält Magdas Segen, als er sie bittet, Elfriede heiraten zu dürfen.
Maxi und Eduard werden vertrauter, sodass Maxi bald Liebe für ihn empfindet. Sie ist verwirrt, da sie Krempel liebt, und nur einen Mann in ihrem Leben haben will. Krempel wiederum reagiert eifersüchtig auf die Beziehung von Maxi und Eduard. Als beide ausreiten, rennt Krempel wütend auf sie zu und Maxis Pferd geht mit ihr durch. Sie stürzt und wird schwer verletzt. Erst der alte Gutsarbeiter Lehmann erklärt Krempel, dass Eduard Maxis Vater ist. Eduard wiederum gesteht dies auch Maxi, als sie aus der Ohnmacht erwacht. Nun erfährt auch Magda, dass Maxi sich bei ihrem Vater aufhält. Sie schickt Toni vor, damit er Maxi zurückholt. Toni wiederum behauptet vor Eduard, dass er selbst bei ihm um Magdas Hand anhält. Zudem habe er als zukünftiger Vater Maxis das Sorgerecht erhalten. Eduard fährt nun zu Magda, unter anderem um sie von der Heirat mit Toni abzubringen. Das erste Treffen nach 15 Jahren wird zum Rendezvous und nach kurzer Zeit entschließen sich Eduard und Magda, es erneut miteinander zu versuchen. Am Ende wird in Krempels Kirche eine Doppelhochzeit gefeiert: Magda und Eduard treten vor den Traualtar und auch Elfriede und Toni heiraten.

## Produktion
Drei Mädchen spinnen entstand nach Motiven des Romans Drei Mädchen am Spinnrad von Fedor von Zobeltitz. Der Film wurde im Filmstudio Berlin-Tempelhof unter dem Arbeitstitel Drei Mädchen am Spinnrad gedreht, die Außenaufnahmen entstanden in Berlin-Waidmannslust und Berlin-Lübars. Er erlebte am 27. Oktober 1950 in Hamburg seine Premiere. Aus Rücksicht „auf die Wünsche von Auslandsinteressenten“ wurde der ursprüngliche Filmtitel in Komplott auf Erlenhof geändert, wobei im Filmtitel der ursprüngliche Titel in Klammern ergänzt wurde. In Berlin erhielt der Film auch den Aufführungstitel Mutti muß heiraten.
Die Kostüme stammen von Gertraud Recke, die Filmbauten schuf Erich Kettelhut. Bully Buhlan singt im Film die Lieder Wenn ich mit der blonden Emma Swing tanze und Wir versteh’n uns. Die Schlagertexte stammen von Curth Flatow, es spielt das Orchester F. F. B. Berlin. Die Tanzszenen synchronisierte Hanns Gérard.
Susanne Körber, die Tochter von Hilde Körber und Veit Harlan, übernahm im Film an der Seite ihrer Schwester Maria Körber ihre erste Rolle. Der Film markierte zudem das Leinwanddebüt von Harald Juhnke.

## Kritik
Der film-dienst nannte Drei Mädchen spinnen eine „kleine Komödie mit bekannten Darstellern der 50er Jahre.“